# Robert Arthur (schrijver)

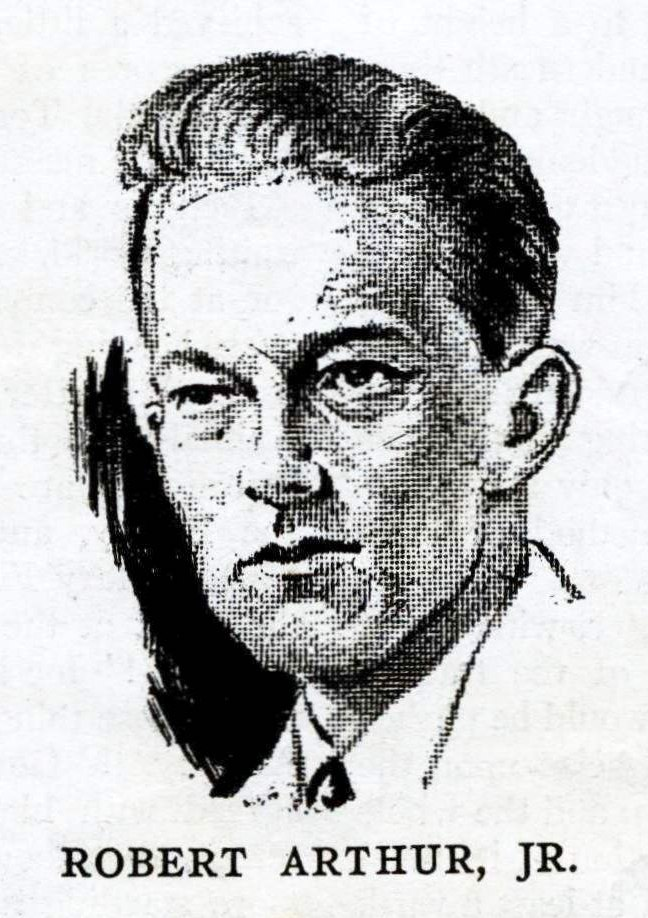
Robert Arthur

Robert A. Arthur, Jr (Corregidor, Filipijnen, 10 november 1909 - Philadelphia, 2 mei 1969) was een Amerikaans schrijver van mysterie en speculatieve fictie. Hij werd vooral bekend door de reeks Alfred Hitchcock and the Three Investigators (11 delen tussen 1964 en 1969). Ook schreef hij vele korte verhalen en werkte hij aan scenario's voor radio en televisie.  
Hij wordt vaak verward met de negen dagen jongere filmproducent Robert Arthur.
- Biblioteca Nacional de España: XX1163682
- Bibliothèque nationale de France: cb11889249d (data)
- CiNii: DA18840588
- Gemeinsame Normdatei: 107715813
- International Standard Name Identifier: 0000 0001 1556 9177
- Library of Congress Control Number: n79029815
- MusicBrainz: d87e7a30-0b43-46ab-9909-dbcd536f05b6
- Nationale Bibliotheek van Tsjechië: jx20040726001
- Nationale bibliotheek van Australië: 60582886
- Nationale Bibliotheek van Israël: 987007299930105171
- Nationale en Universitaire bibliotheek Zagreb: 000203258
- Nederlandse Thesaurus van Auteursnamen: 070716706
- Réseau des bibliothèques de Suisse occidentale: 02-A005501544
- LIBRIS: 319085
- Virtual International Authority File: 100239349
- WorldCat: E39PBJcWxQJpcQ4Y6FF3rB9VYP